# We Are the World (Twenty 4 Seven-dal)
A We Are the World című dal a holland Twenty 4 Seven első kimásolt kislemeze utolsó Twenty 4 Hours a Day, Seven Days a Week című stúdióalbumáról. A dalban Stella énekel, miután Nancy Coolen távozott a csapatból.

## Videoklip
A videót az amszterdami Aalsmeerben forgatták, melyet Steve Walker rendezett. A klipben Stella bolti eladót játszik, aki elkésik a munkahelyéről.

## Számlista
CD maxi
1. "We Are The World" (Single Mix)                                    — 3:37
2. "We Are The World" (Generations Mixx)                              — 4:02
3. "We Are The World" (RVR Long Version)                              — 5:17
4. "We Are The World" (The World According To Ruyters & Romero Remix) — 4:39
5. "We Are The World" (Dancehall Mixx)                                — 4:22
6. "We Are The World" (Fijay Valasco Club Mix)                        — 5:35
7. "We Are The World" (Instrumental World)                            — 3:37

CD single
1. "We Are The World" (Single Mix)                                    — 3:37
2. "We Are The World" (Instrumental World)                            — 3:37

12" vinyl
1. "We Are The World" (Single Mix)                                    — 3:37
2. "We Are The World" (Generations Mixx)                              — 4:02
3. "We Are The World" (RVR Long Version)                              — 5:17
4. "We Are The World" (The World According To Ruyters & Romero Remix) — 4:39
5. "We Are The World" (Dancehall Mixx)                                — 4:22
6. "We Are The World" (Fijay Valasco Club Mix)                        — 5:35
7. "We Are The World" (Instrumental World)                            — 3:37

## Slágerlista
| Slágerlista (1996)                 | Legjobb helyezés |
| ---------------------------------- | ---------------- |
| Németország (Media Control Charts) | 67               |
| Hollandia (Dutch Top 40)           | 33               |
| Hollandia (Single Top 100)         | 39               |
| Spanyolország (AFYVE)              | 4                |
| Európa (Eurochart Hot 100)         | 32               |